# Villey-le-Sec
Pour les articles homonymes, voir Villey.
Pour les articles ayant des titres homophones, voir Villers-le-Sec.
Villey-le-Sec [vilɛ lə sɛk] est une commune française de Lorraine, située dans le département de Meurthe-et-Moselle, en région Grand Est.

## Géographie
Le village est situé non loin de Nancy, dans le Toulois sur les boucles de la Moselle.
La route principale du village rejoint Dommartin-lès-Toul à Maron.
D’après les données Corine land Cover, le ban communal de 636 hectares comprend en 2011, plus de 54 % de terres arables et de prairies, 22 % de forêt et près de 11 % de surfaces en eau, 10 % de surfaces agricoles diverses et près de 5 % de zones industrielles et urbanisées. Le bourg à l'aspect typique d'un village-tas de lorraine.
Le territoire est arrosé par la Moselle et son canal à grand gabarit sur environ 4 km. (Fig. 1)

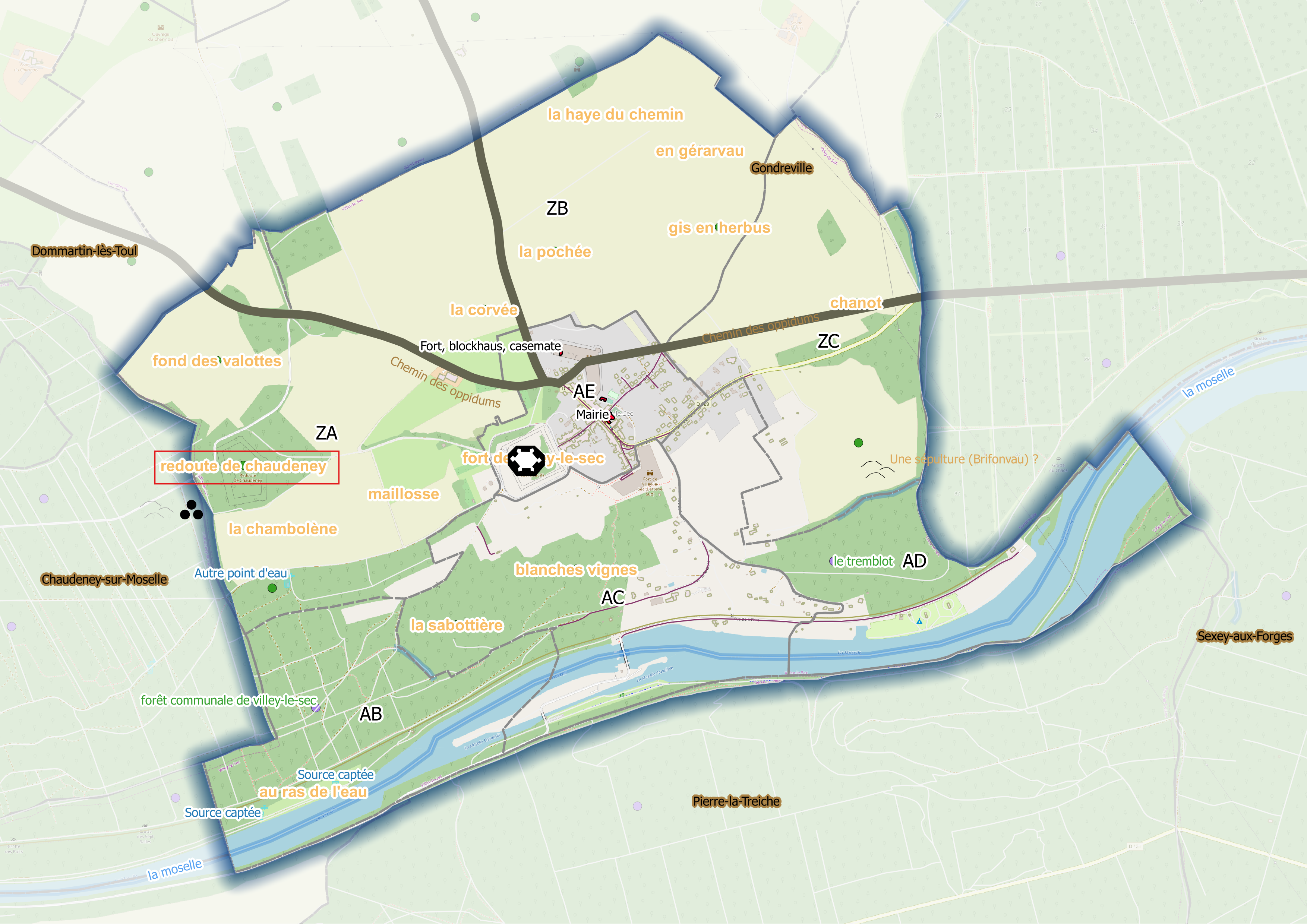
Fig. 1 - Villey-le-Sec (ban communal).

| Dommartin-lès-Toul    |                   | Gondreville      |
| Chaudeney-sur-Moselle | Villey-le-Sec     |                  |
|                       | Pierre-la-Treiche | Sexey-aux-Forges |

### Hydrographie
La commune est dans le bassin versant du Rhin, au sein du bassin Rhin-Meuse. Elle est drainée par la Moselle et la Moselle canalisée,.
La Moselle, d'une longueur totale de 560 kilomètres dont 314 kilomètres en France, prend sa source dans le massif des Vosges au col de Bussang et se jette dans le Rhin à Coblence en Allemagne. 
La Moselle canalisée est un canal, chenal non navigable de 135 km qui relie la commune de Dieulouard à celle de Kœnigsmacker où il se jette dans la Moselle. 

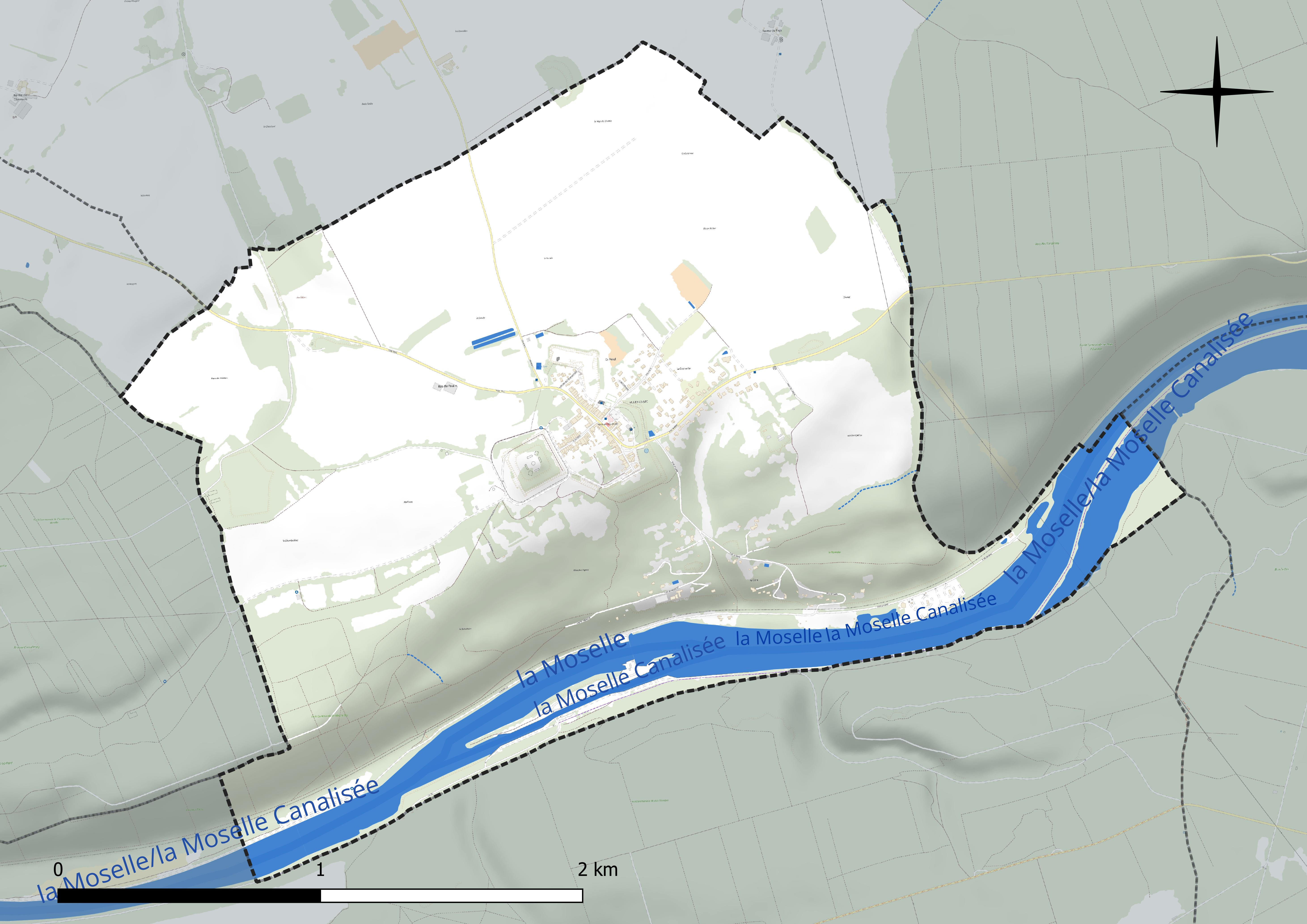
Réseau hydrographique de Villey-le-Sec.

### Climat
Pour des articles plus généraux, voir Climat du Grand Est et Climat de Meurthe-et-Moselle.
En 2010, le climat de la commune est de type climat des marges montargnardes, selon une étude du Centre national de la recherche scientifique s'appuyant sur une série de données couvrant la période 1971-2000. En 2020, Météo-France publie une typologie des climats de la France métropolitaine dans laquelle la commune est dans une zone de transition entre le climat océanique altéré et le climat océanique altéré et est dans la région climatique  Lorraine, plateau de Langres, Morvan, caractérisée par un hiver rude (1,5 °C), des vents modérés et des brouillards fréquents en automne et hiver. 
Pour la période 1971-2000, la température annuelle moyenne est de 9,5 °C, avec une amplitude thermique annuelle de 16,9 °C. Le cumul annuel moyen de précipitations est de 847 mm, avec 12,5 jours de précipitations en janvier et 9,4 jours en juillet. Pour la période 1991-2020, la température moyenne annuelle observée sur la station météorologique de Météo-France la plus proche, « Nancy-Ochey », sur la commune d'Ochey à 9 km à vol d'oiseau, est de 10,5 °C et le cumul annuel moyen de précipitations est de 810,4 mm. 
La température maximale relevée sur cette station est de 39,6 °C, atteinte le 25 juillet 2019 ; la température minimale est de −19,1 °C, atteinte le 12 janvier 1987,,. 
Les paramètres climatiques de la commune ont été estimés pour le milieu du siècle (2041-2070) selon différents scénarios d'émission de gaz à effet de serre à partir des nouvelles projections climatiques de référence DRIAS-2020. Ils sont consultables sur un site dédié publié par Météo-France en novembre 2022.

## Urbanisme

### Typologie
Au 1er janvier 2024, Villey-le-Sec est catégorisée commune rurale à habitat dispersé, selon la nouvelle grille communale de densité à sept niveaux définie par l'Insee en 2022.
Elle est située hors unité urbaine. Par ailleurs la commune fait partie de l'aire d'attraction de Nancy, dont elle est une commune de la couronne,. Cette aire, qui regroupe 353 communes, est catégorisée dans les aires de 200 000 à moins de 700 000 habitants,.

### Occupation des sols
L'occupation des sols de la commune, telle qu'elle ressort de la base de données européenne d’occupation biophysique des sols Corine Land Cover (CLC), est marquée par l'importance des territoires agricoles (57,8 % en 2018), une proportion sensiblement équivalente à celle de 1990 (57,9 %). La répartition détaillée en 2018 est la suivante : 
terres arables (40,4 %), forêts (21,9 %), zones agricoles hétérogènes (13,4 %), eaux continentales (11,3 %), zones urbanisées (5,3 %), prairies (4 %), espaces verts artificialisés, non agricoles (3,8 %). L'évolution de l’occupation des sols de la commune et de ses infrastructures peut être observée sur les différentes représentations cartographiques du territoire : la carte de Cassini (XVIIIe siècle), la carte d'état-major (1820-1866) et les cartes ou photos aériennes de l'IGN pour la période actuelle (1950 à aujourd'hui).

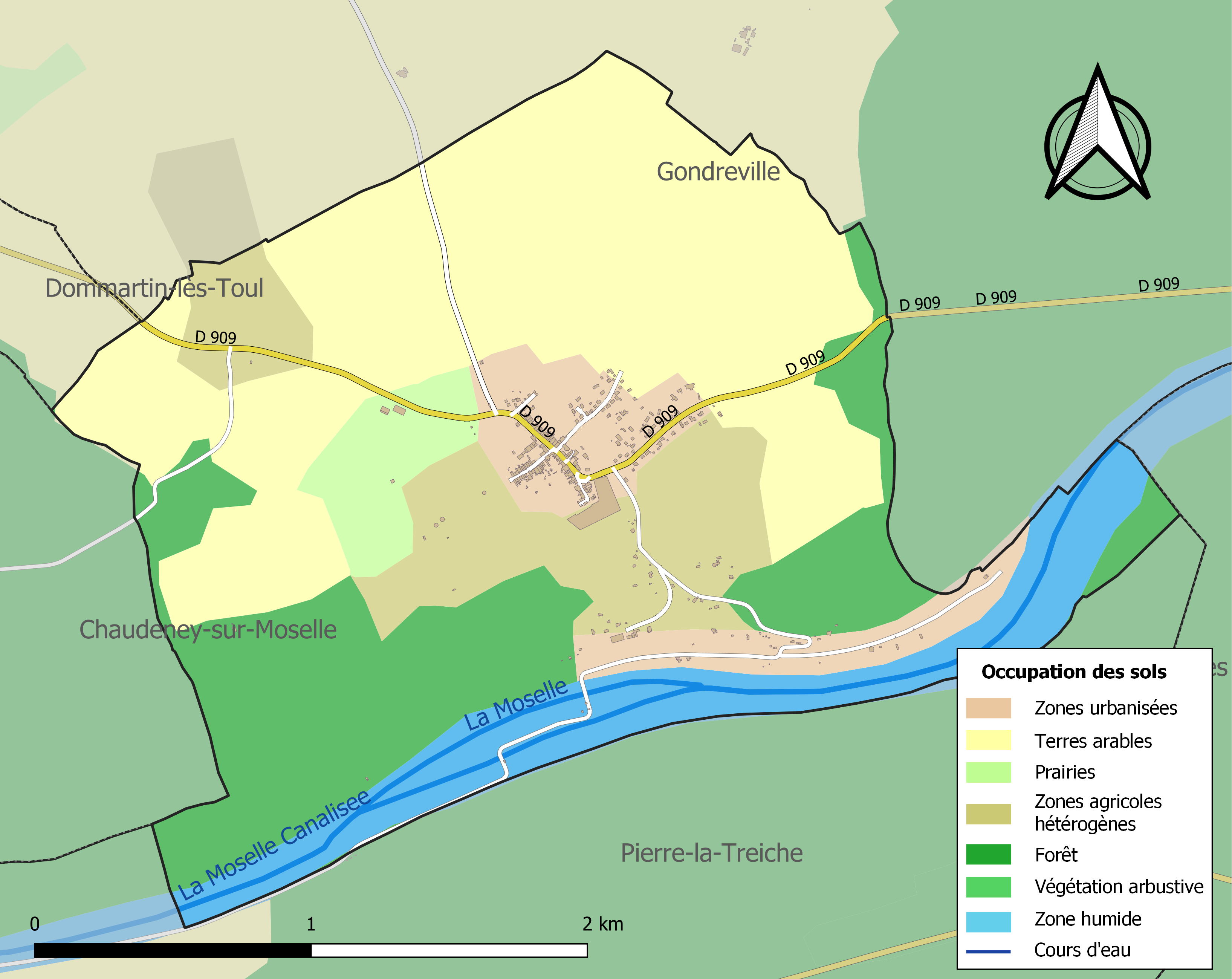
Carte des infrastructures et de l'occupation des sols de la commune en 2018 (CLC).

## Toponymie
Le toponyme apparaît pour la première fois en 836 sous la forme Vitiliagus, puis Vitilacus en 869, et Videliacum au XIIe siècle : il est composé de l'anthroponyme latin Vitellius et du suffixe -acum. Ce type de toponyme est caractéristique de l'Antiquité tardive.

Au cours de la Révolution française, la commune porte le nom de Villey-la-Montagne.
Le qualificatif le Sec, qui rappelle la situation sur un plateau, à l'écart des cours d'eau, apparaît en 1369.

## Histoire
On a découvert des sépultures du Néolithique sur le territoire de la commune.

« Lors de la construction de la redoute de Chaudeney, en 1875, on découvrit, sous 0 m. 80 de terre, quatre bracelets de bronze et une épingle, au milieu de débris de bois et de charbons (F. Barthélemy). »

Témoignages (Musée de Toul)
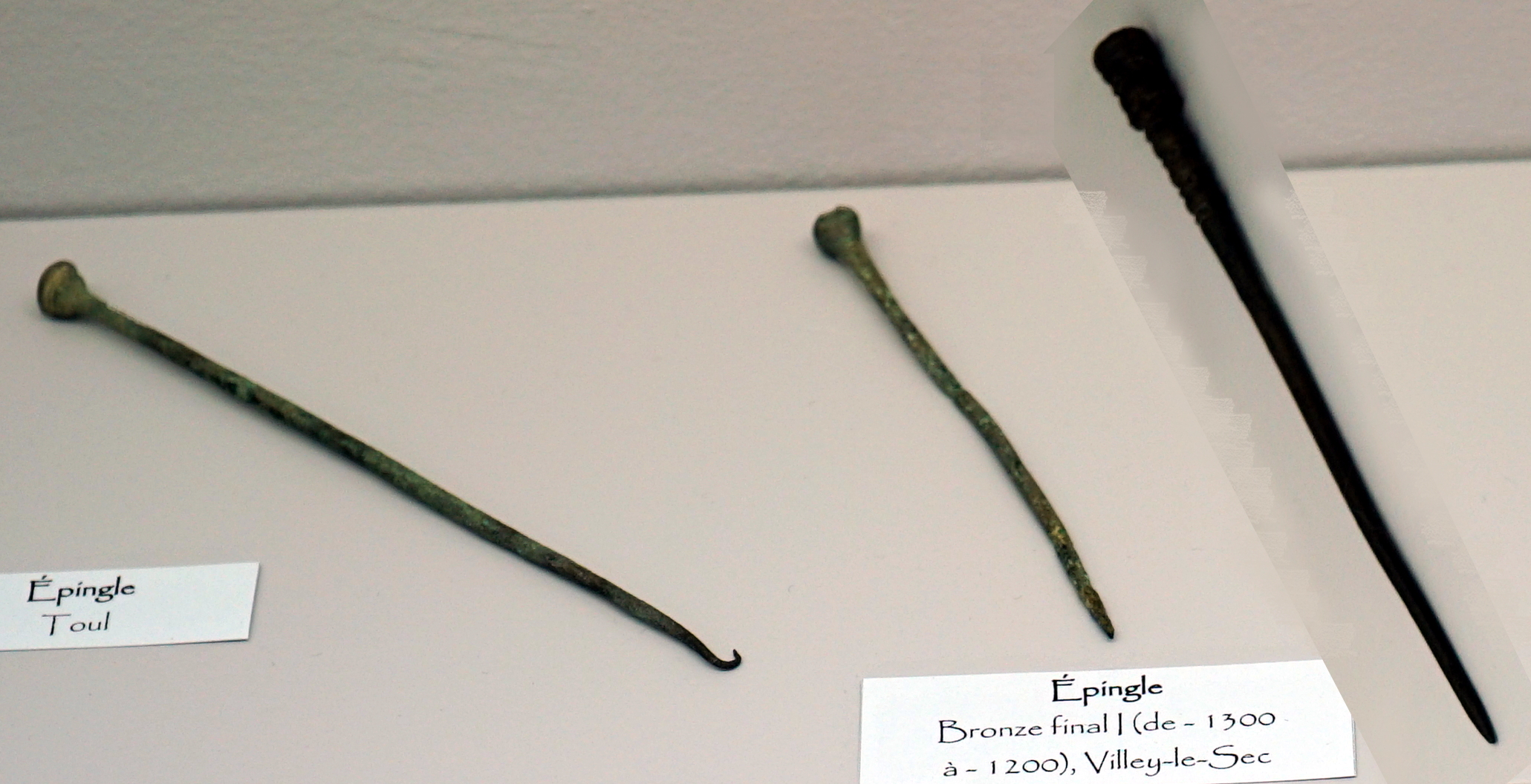
Témoignages de l'âge du fer à Villey (Musée de Toul).

La datation de cette sépulture correspondrait au Halstatt final, d’après l'article de la Carte archéologique de Gaule, département 54. La redoute de Chaudeney se trouve dans les faits, sur le ban de la commune de Villey-le-Sec. En 1900, dans le bois communal, ont été découverts deux tumulus fouillés en 1904. Ces découvertes relatées par J. Beaupré sont aujourd’hui mises en relation avec des habitats de plateau antérieurs à la conquête romaine de la gaule, comme correspondant à des restes de nécropoles liées à ces occupations.
Le village est créé au VIIe siècle, par des moines venus de Toul. Il est une dépendance du chapitre de la cathédrale Saint-Étienne de Toul jusqu'au XVIIIe siècle.
En janvier 1758, le Jacobite Pierre André O'Heguerty, ancien premier conseiller au commandement suprême de l'Île Bourbon, son directeur général du commerce, membre de l'Académie Stanislas depuis sa fondation en 1750 et dont il deviendra sous-directeur puis directeur, achète la seigneurie de Villey-le-Sec. Cet homme sera tour à tour avocat, corsaire, armateur, spécialiste dans la finance, écrivain, et espion au service des rois Stuart en exil,. Il recevra le jeune prétendant au trois trônes d'Angleterre, d'Écosse et d'Irlande, Charles Edwdard Stuart dans son château de Villey-le-Sec. Son fils, Charles Daniel O'Heguerty, ruiné, vendra la seigneurie un peu avant la Révolution à François Louis Vallet de Bain, qui est Grand Maître des Eaux et forêts de France.
Le fort de Villey-le-Sec est un ensemble de fortins et de casemates construit dans les années 1874-1879, représentant une surface de 40 000 m2. Il avait la particularité de fortifier le village dans son ensemble.
Une partie du village a été détruite à la fin de la Seconde Guerre mondiale, l'église a été reconstruite en 1955.

## Politique et administration
| Période                                  | Période      | Identité          | Étiquette | Qualité |
| ---------------------------------------- | ------------ | ----------------- | --------- | ------- |
| Les données manquantes sont à compléter. |              |                   |           |         |
| mars 2001                                |              | Claude Prévot     |           |         |
| juillet 2005                             | mars 2014    | Michel Colin      |           |         |
| mars 2014                                | octobre 2018 | Dominique Perrin  |           |         |
| novembre 2018                            | mai 2020     | Jean-Marie Hornut |           |         |
| mai 2020                                 | En cours     | Gilles Guyot      |           |         |

## Population et société

### Démographie
L'évolution du nombre d'habitants est connue à travers les recensements de la population effectués dans la commune depuis 1793. Pour les communes de moins de 10 000 habitants, une enquête de recensement portant sur toute la population est réalisée tous les cinq ans, les populations de référence des années intermédiaires étant quant à elles estimées par interpolation ou extrapolation. Pour la commune, le premier recensement exhaustif entrant dans le cadre du nouveau dispositif a été réalisé en 2005.

En 2022, la commune comptait 419 habitants, en évolution de +1,95 % par rapport à 2016 (Meurthe-et-Moselle : −0,13 %, France hors Mayotte : +2,11 %).
| 1793 | 1800 | 1806 | 1821 | 1831 | 1836 | 1841 | 1846 | 1851 |
| ---- | ---- | ---- | ---- | ---- | ---- | ---- | ---- | ---- |
| 266  | 337  | 344  | 364  | 396  | 420  | 425  | 456  | 428  |

| 1856 | 1861 | 1872 | 1876 | 1881 | 1886 | 1891 | 1896 | 1901 |
| ---- | ---- | ---- | ---- | ---- | ---- | ---- | ---- | ---- |
| 401  | 418  | 378  | 741  | 566  | 666  | 640  | 759  | 804  |

| 1906 | 1911 | 1921 | 1926 | 1931 | 1936 | 1946 | 1954 | 1962 |
| ---- | ---- | ---- | ---- | ---- | ---- | ---- | ---- | ---- |
| 918  | 680  | 279  | 263  | 264  | 239  | 193  | 161  | 216  |

| 1968 | 1975 | 1982 | 1990 | 1999 | 2005 | 2006 | 2010 | 2015 |
| ---- | ---- | ---- | ---- | ---- | ---- | ---- | ---- | ---- |
| 162  | 214  | 233  | 239  | 340  | 399  | 405  | 416  | 414  |

| 2020 | 2022 | - | - | - | - | - | - | - |
| ---- | ---- | - | - | - | - | - | - | - |
| 420  | 419  | - | - | - | - | - | - | - |

## Économie
E. Grosse évoque, dans son ouvrage, l'économie rurale et viticole du village au XIXe siècle en ces mots : « 618 hect. dont 350 en labours, 40 en bois, 41 en Près et 82 en vignes, dont les produits sont assez estimés.(cf. carte historique du vignoble lorrain) »

### Secteur primaire ouAgriculture
Le secteur primaire comprend, outre les exploitations agricoles et les élevages, les établissements liés à l’exploitation de la forêt et les pêcheurs. D'après le recensement agricole 2010 du Ministère de l'agriculture (Agreste), la commune de  Villey-le-Sec était majoritairement orientée sur la production de céréales et d'oléagineux sur une surface agricole utilisée d'environ 160 hectares (inférieure à la surface cultivable communale) en hausse depuis 1988 - Le cheptel en unité de gros bétail s'est renforcé de 37 à 59 entre 1988 et 2010. Il n'y avait plus qu' 1 exploitation agricole ayant son/leur siège dans la commune employant 2 unités de travail,(3 exploitations/ 2 unités en 1988) ce qui place cette commune parmi celles ou l'activité agricole faible se maintenait malgré tout.

## Culture locale et patrimoine

### Lieux et monuments

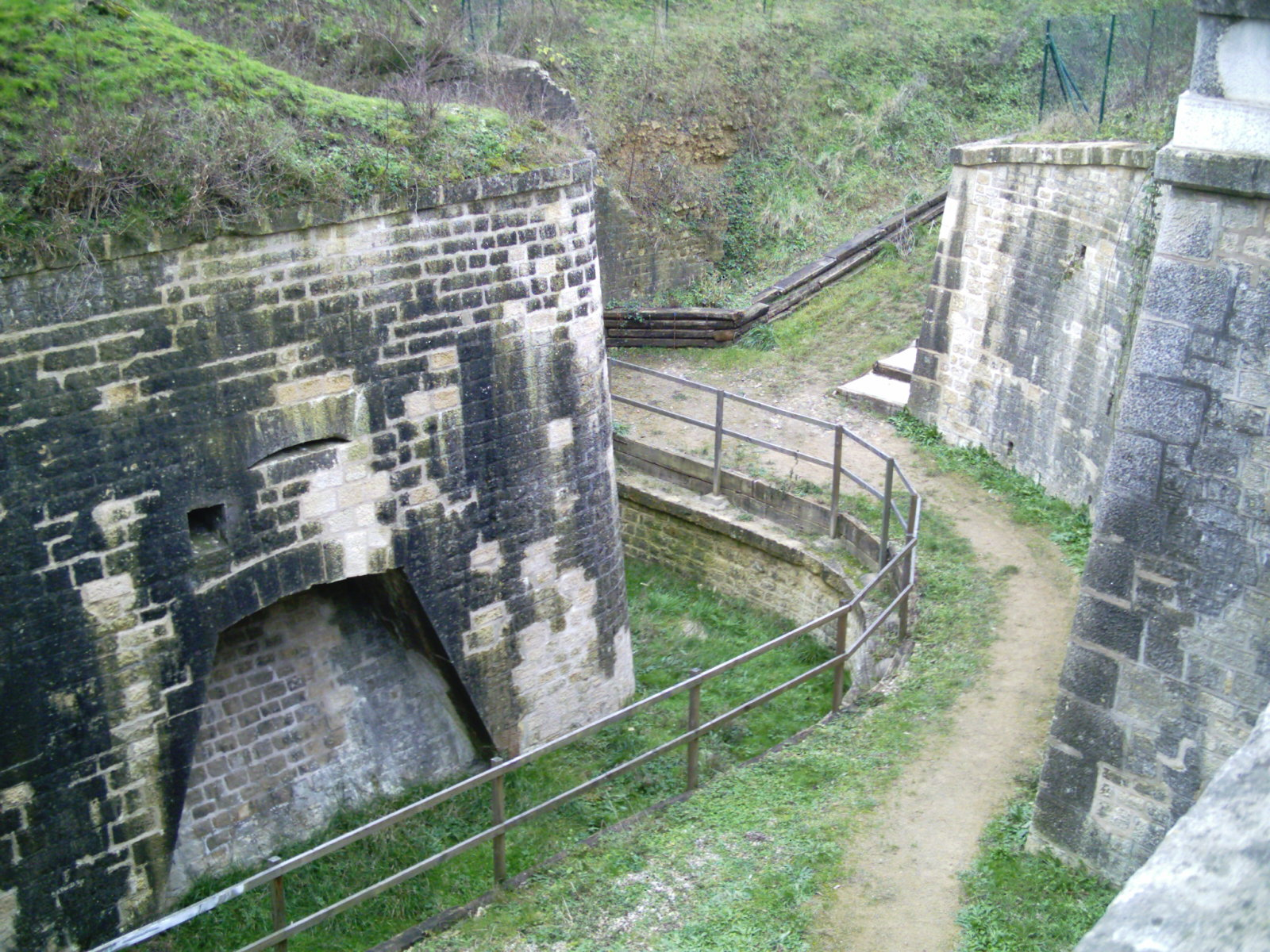
Batterie Sud.

- Barrage et écluse de Villey-le-Sec sur la Moselle canalisée.
- Fort de Villey-le-Sec, visites guidées organisées par l’association La Citadelle.
- Chemin de fer touristique du fort de Villey-le-Sec.
- Église reconstruite en 1955 : charpente et 12 piliers de bois, 72 vitraux XXe ; Vierge à l'Enfant en pierre polychrome début XVIe.
- Lavoirs, dont un était en cours de rénovation en 2019.

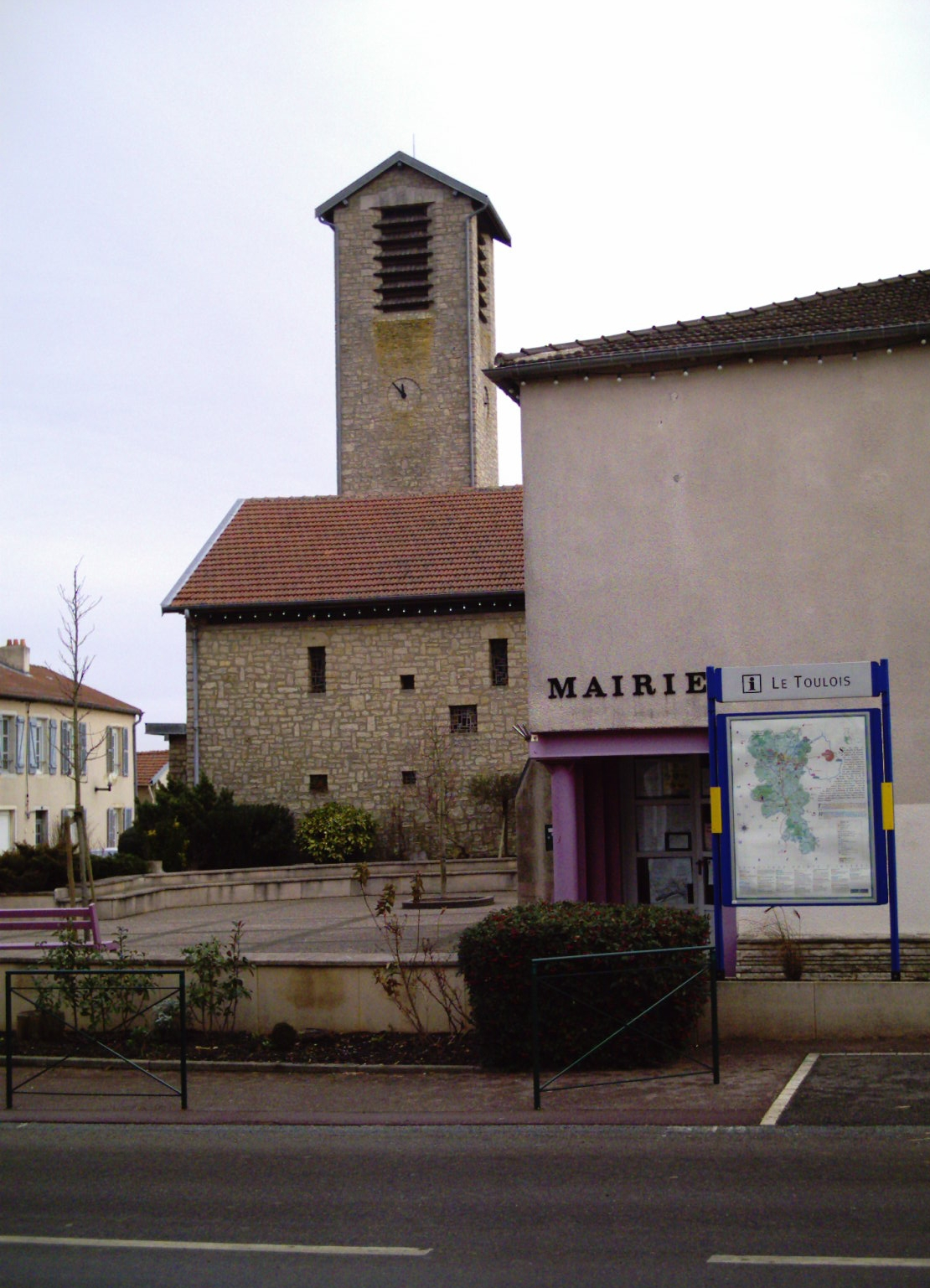
Mairie et église.
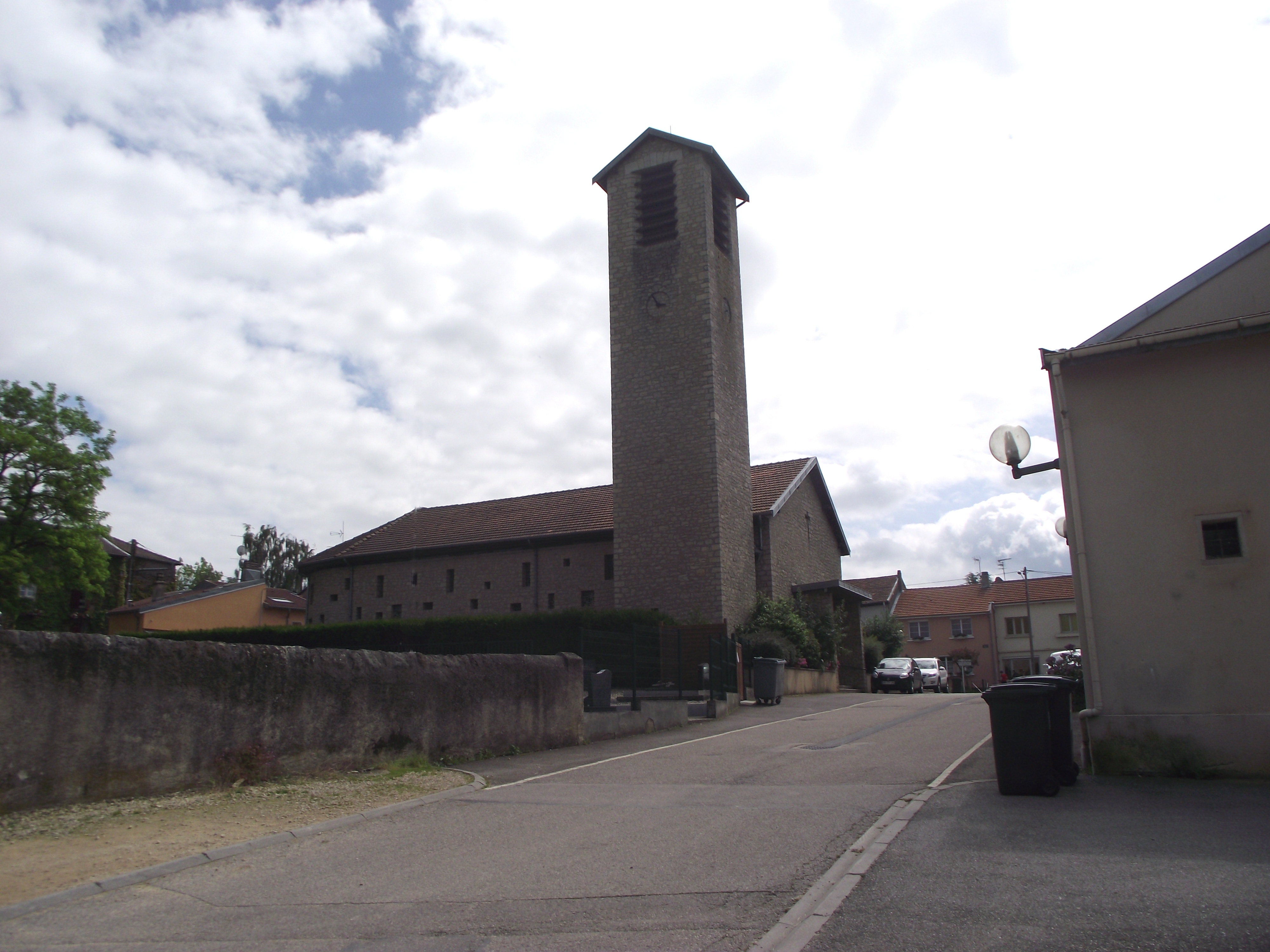
Église.

### Équipements culturels
- Musée Raymond-Adolphe-Séré-de-Rivières, dans le fort, Musée de la fortification cuirassée.

### Personnalités liées à la commune
- Nicolas-Joseph du Boys de Riocour, fils d'Antoine du Boys de Riocour, conseiller à la cour souveraine[35]. Membres de la famille de Nicolas Dubois de Riocour.
- Jean Lhuillier (1906-1971), résistant français, Compagnon de la Libération, né à Villey-le-Sec.

### Héraldique
| Blason de Villey-le-Sec | Blason  | D'azur à la bande cousue de gueules chargée de la lettre capitale V entre une tête de crosse en chef et une croix de Lorraine en pointe, le tout d'or et posé à plomb, accompagnée en chef d'une tour d'argent, et en pointe d'une église de même.                                |
| Blason de Villey-le-Sec | Détails | * Ces armes emploient le terme « cousu » dans le seul but de contrevenir à la règle de contrariété des couleurs : elles sont fautives : gueules sur azur. La crosse symbolise l'évêché de Toul et la croix le duché de Lorraine. Le statut officiel du blason reste à déterminer. |